# Emma Calderón y de Gálvez
Emma Calderón y de Gálvez (née à San Fernando, Cadix) est une journaliste, enseignante et écrivaine espagnole du XXe siècle.

## Biographie
Fille d'un marin, Calderón habite à Ferrol lorsqu'elle est enfant en raison de la profession de son père. Elle retourne ensuite habiter à Cadix, où elle vivait déjà en 1913. Elle est enseignante et publie des poèmes et des articles dans la presse, y compris un texte qui défend l'entrée d'Emilia Pardo Bazán à l'Académie royale espagnole,.
À la mort de Nicomedes Ferrari, propriétaire du journal El Anunciador (en) de Gibraltar avec qui elle a lié une grande amitié,  elle en devient la directrice. Elle envoie également des articles à Ilustración Gallega, le Diario de Cádiz, Diana, Arco Iris, El Último, Cádiz Gráfica, La Alhambra, La Isla, El Heraldo, El Éxito, Alma Latina et Bromas y Veras,.
Calderón est membre de l'Académie Latino-américaine des sciences et des arts de Cadix. En 1911 elle est choisie comme membre honoraire de l'Association de la Presse de Cadix. Elle entretient une correspondance, entre autres, avec le médecin et écrivain galicien Xesús Rodríguez López.
Selon Carmen Ramírez Gómez (2000), Calderón utilise le pseudonyme de Narciso del Prado, un nom que la plupart des sources attribuent à une autre écrivaine contemporaine : Paulina Ibarra Blasco.

## Œuvres
- 1913 : (es) ¡Por su moreniya!, (Conte), (OCLC 1079955004)
- 1913 : (es) Poesía y prosa, (OCLC 651434181) , Madrid[9]
- 1914 : (es) Poesía y prosa. Madrid. (Contes)
- 1920 : (es) Sobre las cumbres : Cuentos, (OCLC 431343352) , Madrid[10]
- 19?? : (es) Entre gavilanes
- 19?? : (es) Lucha
- 19?? : (es) Manjar de Dios
- 19?? : (es) Solera

## Galerie d'images

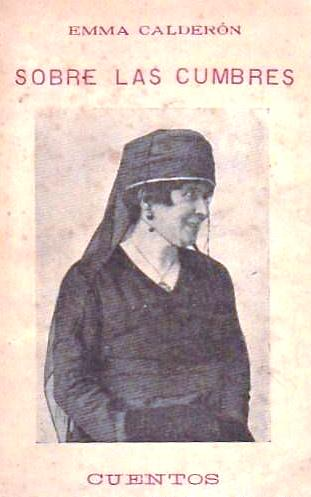
Sobre las cumbres, 1920.
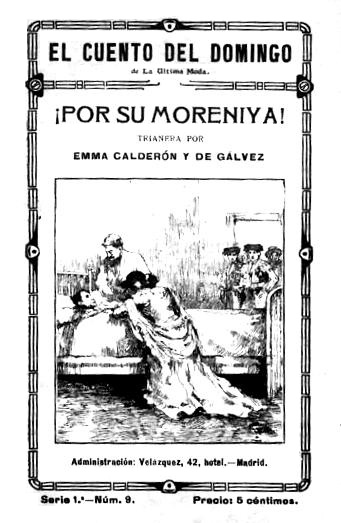
¡Por su moreniya!, 1913.